# Tannenbergsthal
Tannenbergsthal est une ancienne commune autonome de Saxe (Allemagne), située dans l'arrondissement du Vogtland, dans le district de Chemnitz. Elle a fusionné le 1er octobre 2009 avec les communes de Morgenröthe-Rautenkranz et Hammerbrücke pour former la nouvelle commune de Muldenhammer.

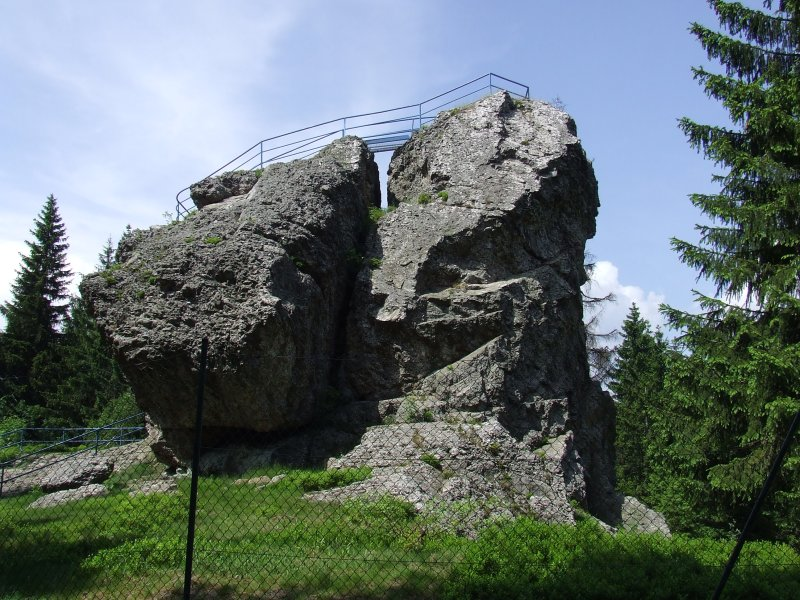
Le Schneckenstein

Près de Tannenbergsthal se trouve le Schneckenstein, le seul rocher de Saxe contenant de la topaze.